# Nicholas González
Nicholas Edward Gonzalez (San Antonio, Texas, Estats Units, 3 de gener de 1976) és un actor estatunidenc d'ascendència mexicana.

## Primers anys
Nasqué a San Antonio, creixent en un ambient bilingüe, i va estudiar a la Central Catholic High School. Després de graduar-se el 1994, va aconseguir un grau a la Universitat Stanford, a Califòrnia.
Mentre acabava un Bachelor of Arts, el 1998, va interpretar el paper d'un home anomenat Gas en una peça de teatre de María Irene Fornés.

## Carrera
El 1998, Nicholas González es va traslladar a Los Angeles, on aviat va participar en dues sèries televisivesː Dharma i Greg (ABC Family) i One World (NBC). Més tard, va aparèixer com el fill de Fidel Castro en la pel·lícula My Little Assassin. Però no va començar a ser conegut fins a la seva interpretació d'Andy, un noi gai, en la sèrie d'MTV Undressed.
L'any 2000 es va unir al repartiment de Resurrection Blvd, com a protagonista, on va interpretar Alex Santiago, un estudiant que deixava l'institut per ser boxador professional. Sense deixar d'aparèixer a Resurrection Blvd, va participar en alguns episodis de "Walker, Texas Ranger" i That 70’s Show. A més a més, va aparèixer en la pel·lícula The Princess and the Barrio Boy.
La seva carrera va continuar en pel·lícules com Sea of Dreams i Anacondas: The Hunt for the Blood Orchid. També ha aparegut en la sèrie Melrose Place (2009), i a Off The Map (2011), interpretant Mateo.
Els últims anys ha aparegut en sèries d'èxit com Witches of East End, Sleepy Hollow, Modern Family, Jane the Virgin, The Flash, How to Get Away with Murder, Pretty Little Liars i The Good Doctor.

## Vida personal
Els seus hobbies són el golf, els videojocs i el pòquer. És un lector àvid, havent arribat a llegir vuit llibres en una setmana. També ha fet de voluntari en organitzacions com el National Hispanic Institute i The Friends of El Faro. A més, és partidari dels drets dels animals i dona suport a PETA.
El 16 d'abril de 2016 es va casar amb Kelsey Crane. Tenen una filla, Ever Lee Wilde Gonzalez, nascuda el 2017.

## Filmografia

### Pel·lícules
| Any  | Títol                                    | Paper             |
| ---- | ---------------------------------------- | ----------------- |
| 2001 | Scenes of the Crime                      | Marty             |
| 2002 | Marco Polo: Return to Xanadu             | Jove Marco (veu)  |
| 2002 | Spun                                     | Angel             |
| 2004 | Anacondas: The Hunt for the Blood Orchid | Dr Ben Douglas    |
| 2005 | Dirty                                    | Oficial Rodriguez |
| 2006 | Behind Enemy Lines II: Axis of Evil      | Robert James      |
| 2007 | Rockaway                                 | Trane             |
| 2009 | Down for Life]                           | Oficial Gutierrez |
| 2009 | Falling Awake                            | Eddie             |
| 2011 | S.W.A.T.: Firefight                      | Justin Kellogg    |
| 2013 | Water & Power                            | Power             |
| 2014 | The Purge: Anarchy                       | Carlos            |
| 2017 | Pray for Rain                            | Nico Reynoso      |
| 2020 | Beneath Us                               | Homero Silva      |

### Televisió
| Any        | Títol                             | Paper                                                  | Notes                                                              |
| ---------- | --------------------------------- | ------------------------------------------------------ | ------------------------------------------------------------------ |
| 1998       | Dharma & Greg                     | Juan                                                   | Episodi: "Brought to you in Dharmavision"                          |
| 1999       | Undressed                         | Andy                                                   | Habitual 6 episodis                                                |
| 1999       | My Little Assassin                | Andre Castro                                           | Pel·lícula de televisió                                            |
| 2000       | The Princess and the Barrio Boy   | Sol Torres                                             | Pel·lícula de televisió                                            |
| 2000       | Walker, Texas Ranger              | Juan Guerrero                                          | Episodi: "Golden Boy"                                              |
| 2000–2002  | Resurrection Blvd                 | Alex Santiago                                          | Principal 53 episodis                                              |
| 2002       | That '70s Show                    | Thomas                                                 | Episodi: "Jackie Says Cheese"                                      |
| 2004       | American Family                   | Conrado Gonzalez (de jove)                             | Habitual 13 episodis                                               |
| 2004–2005  | The O.C.                          | D.J.                                                   | Habitual 6 episodis                                                |
| 2004–2005  | Law & Order: Special Victims Unit | Detectiu Mike Sandoval                                 | Habitual 2 episodis                                                |
| 2005       | Ghost Whisperer                   | Teo de la Costa                                        | Episodi: "Shadow Boxer"                                            |
| 2006       | Ugly Betty                        | Carlo Medina                                           | Episodi: "Fey's Sleigh Ride"                                       |
| 2007       | Grey's Anatomy                    | Clark West                                             | Episodi: "Love/Addiction"                                          |
| 2008       | Brothers & Sisters                | Mario                                                  | Episodi: "Compromises"                                             |
| 2008       | True Blood                        | Jerry                                                  | Episodi: "Mine"                                                    |
| 2009       | CSI: Miami                        | Alfonso Reyes                                          | Episodi: "Presumed Guilty"                                         |
| 2009       | Mental                            | Dr Arturo Suarez                                       | Principal 13 episodis                                              |
| 2009–2010  | Melrose Place                     | Detectiu Rodriguez                                     | Principal 8 episodis                                               |
| 2010       | The Closer                        | Marc Torres                                            | Episodi: "Last Woman Standing"                                     |
| 2010       | After the Fall                    | Eugene Gibbs                                           | Pel·lícula de televisió                                            |
| 2011       | Off the Map                       | Mateo                                                  | Habitual 9 episodis                                                |
| 2011       | The Glades                        | Raphael Dominga                                        | Episodi: "Family Matters"                                          |
| 2011       | Memphis Beat                      | Dominic                                                | Episodi: "Ten Little Memphians"                                    |
| 2011       | Charlie's Angels                  | Roman Stone                                            | Episodi: "Bon Voyage, Angels"                                      |
| 2011       | We Have Your Husband              | Raul                                                   | Pel·lícula de televisió                                            |
| 2012       | Grimm                             | Ryan Showalter                                         | Episodi: "Tarantella"                                              |
| 2012–2013  | Underemployed                     | Keith Powers                                           | Habitual 4 episodis                                                |
| 2012       | Left to Die                       | Alex                                                   | Pel·lícula de televisió                                            |
| 2013–2014  | Sleepy Hollow                     | Detectiu Luke Morales                                  | Habitual 6 episodis                                                |
| 2013       | Witches of East End               | Anthony                                                | Episodi: "Pilot"                                                   |
| 2013       | Christmas Belle                   | Hunter Lowell                                          | Pel·lícula de televisió                                            |
| 2014       | Resurrection                      | Deputy Connor Cupit                                    | Episodi: "The Returned"                                            |
| 2014       | BoJack Horseman                   | Cartel Man (voice)                                     | Episodi: "BoJack Horseman: The BoJack Horseman Story, Chapter One" |
| 2014       | Modern Family                     | Diego                                                  | Episodi: "Queer Eyes, Full Hearts"                                 |
| 2014–2015  | Jane the Virgin                   | Marco Esquivel                                         | Habitual 3 episodis                                                |
| 2015–2016  | The Flash                         | Dante Ramon / Rupture, Savitar                         | Habitual 3 episodis                                                |
| 2015       | Bones                             | Eric Morales                                           | Episodi: "The Senator in the Street Sweeper"                       |
| 2016       | Bordertown                        | Ernesto Gonzalez, J.C. Gonzalez, Pablo Barracuda (veu) | Principal 13 Episodis                                              |
| 2016       | Bosch                             | Detectiu Ignacio Ferras                                | Episodi: "Trunk Music"                                             |
| 2016       | Lucifer                           | Detective Daniel Espinoza                              | Episodi: "Pilot"                                                   |
| 2016       | NCIS                              | David Silva                                            | Episodi: "Rogue"                                                   |
| 2016       | Frequency                         | Ted Cardenas                                           | Habitual 3 episodis                                                |
| 2016       | American Dad!                     | Ricky (veu)                                            | Episodi: "Stan-Dan Deliver"                                        |
| 2016–2017  | Pretty Little Liars               | Detectiu Marco Furey                                   | Habitual 12 episodis                                               |
| 2017       | How to Get Away with Murder       | Dominic                                                | Habitual 3 episodis                                                |
| 2017       | Narcos                            | Agent Lopez                                            | Habitual 2 Episodis                                                |
| 2017; 2019 | Being Mary Jane                   | Orlando Lagos                                          | Habitual 12 episodis                                               |
| 2017–2020  | The Good Doctor                   | Dr Neil Melendez                                       | Principal (Temporades 1-3) 56 Episodis                             |
| 2019       | Undone                            | Tomas                                                  | Habitual 2 Episodis                                                |

### Videojocs
| Any  | Títol                 | Paper        |
| ---- | --------------------- | ------------ |
| 2015 | Battlefield: Hardline | Nick Mendoza |